# فردریک کیره
فردریک کیره (انگلیسی: Frederick Kyereh؛ زادهٔ ۱۸ اکتبر ۱۹۹۳) بازیکن فوتبال اهل آلمان است.
از باشگاه‌هایی که در آن بازی کرده‌است می‌توان به باشگاه فوتبال انرژی کوتبوس اشاره کرد.